# Переманов, Александр Михайлович
Александр Михайлович Переманов (10 марта 1895 года, с. Верхний Услон, Свияжский уезд, Казанская губерния
— 13 января 1949 года, Новосибирск) — советский военачальник, полковник (1942).

## Начальная биография
Александр Михайлович Переманов родился 10 марта 1895 года в селе Верхний Услон ныне Верхнеуслонского района Татарстана.

## Военная служба

### Первая мировая и гражданская войны
В мае 1915 года призван в ряды Русской императорской армии и направлен в запасной полк. В декабре того же года переведён на Юго-Западный фронт, после чего рядовым принимал участие в боевых действиях на Румынском фронте. В январе 1918 года был демобилизован, после чего работал портным в Уфимской артели, а с декабря того же года заведующим буфетом в театре.
В апреле 1919 года Переманов был мобилизован в армию под командованием адмирала А. В. Колчака и направлен в 1-й Самарский железнодорожный батальон, где был назначен на должность технического конторщика службы движения, однако уже июле того же года перешёл на сторону красных и призван в ряды РККА, после чего назначен на должность адъютанта в особом отряде при 35-й стрелковой дивизии и с октября принимал участие в ходе Омской, Новониколаевской и Красноярской операций, а в начале 1921 года — в боевых действиях против бандформирований под командованием Д. П. Донского на территории Иркутской губернии.
С апреля 1921 года Переманов, находясь на должности начальника штаба партизанского экспедиционного отряда П. Е. Щетинкина, участвовал в боях на территории Монголии против войск под командованием Р. В. фон Унгерна-Штернберга, за что А. М. Переманов приказом Реввоенсовета Республики № 101 от 4 декабря 1921 года награждён орденом Красного Знамени.

### Межвоенное время
В октябре 1921 года направлен в 35-ю Сибирскую стрелковую дивизию, дислоцированную в Иркутске, где служил на должностях младшего помощника начальника штаба и помощника начальника оперативной части штаба дивизии, с июля 1923 года — на должностях помощника начальника штаба и начальника штаба 104-го Сибирского стрелкового полка, а с декабря 1924 года — командиром роты в составе 103-го Сибирского стрелкового полка.
В октябре 1925 года направлен на учёбу на Сибирские повторные курсы комсостава в Иркутске, после окончания которых в августе 1926 года вернулся в 35-ю стрелковую дивизию, где был назначен помощником начальника оперативной части штаба дивизии, а в декабре 1927 года — инструктором физической подготовки 1-го разряда штаба дивизии. Вскоре направлен на учёбу на Ленинградские курсы по физподготовке комсостава РККА имени В. И. Ленина, после окончания которых осенью 1929 года вернулся в дивизию и вскоре принимал участие в боевых действиях на КВЖД.
В октябре 1930 года Переманов назначен на должность руководителя физической подготовки Томской артиллерийской школы, в мае 1938 года — на должность инспектора физической подготовки штаба Сибирского военного округа, а в феврале 1940 года — на должность командира 75-го отдельного лёгкого лыжного батальона, после чего участвовал в боевых действиях в ходе Советско-финской войны.
В конце марта 1940 года вновь был назначен на должность инструктора физической подготовки отдела боевой подготовки штаба Сибирского военного округа. В декабре того же года направлен на учёбу на курс командиров полков при курсах усовершенствования комсостава «Выстрел».

### Великая Отечественная война
После окончания курсов в июле 1941 года подполковник Переманов назначен на должность командира 2-го стрелкового полка народного ополчения Советского района Москвы, а в августе — на должность командира 894-го стрелкового полка в составе 211-й стрелковой дивизии (Московский военный округ), формировавшейся в городах Ковров и Загорск, а затем принимавшей участие в боевых действиях в ходе Смоленского сражения.
В сентябре назначен на должность начальника рекогносцировочной группы управления 4-го военно-полевого строительства Западного фронта, а в ноябре — на должность старшего помощника начальника отдела боевой подготовки 24-й армии, которая 9 декабря была включена в состав Московской зоны обороны, а в январе 1942 года управление армии было преобразовано в резервное управление в составе Московской зоны обороны, где 16 февраля был назначен на должность старшего помощника начальника 1-го отделения оперативного отдела штаба армии.
В мае 1942 года назначен на должность командира 299-го стрелкового полка в составе 29-й стрелковой дивизии, которая в середине июля была из Тульской области передислоцирована на станцию Жутово, после чего была включена в состав Сталинградского фронта и заняла оборонительный рубеж на восточном берегу Дона, где с 18 августа и вела оборонительные боевые действия, в ходе которых полковник Переманов 21 августа в районе Абганерово был контужен, а 3 октября — в районе деревни Елхи ранен.
В ноябре 1942 года направлен на учёбу на ускоренный курс при Военной академии имени М. В. Фрунзе, после окончания которого с мая 1943 года состоял в распоряжении Главного управления кадров НКО и в июле направлен в распоряжение Военного совета Воронежского фронта, где вскоре был назначен на должность начальника отдела боевой подготовки 5-й гвардейской армии, после чего принимал участие в боевых действиях в ходе Белгородско-Харьковской наступательной операции и битвы за Днепр.
26 ноября 1943 года назначен на должность заместителя командира 3-й гвардейской воздушно-десантной дивизии, которая принимала участие в ходе Киевской оборонительной операции, после окончания которой в конце декабря была выведена в резерв с целью пополнения и с 15 января 1944 года принимала участие в ходе Корсунь-Шевченковской, Уманско-Ботошанской, Ясско-Кишинёвской и Дебреценской наступательных операций, форсировании Днестра и Прута и освобождении города Бельцы.
27 декабря 1944 года полковник Переманов назначен на должность командира 25-й гвардейской стрелковой дивизии, которая участвовала в Будапештской, Братиславско-Брновской и Пражской наступательных операциях и освобождении городов Будапешт, Комарно, Братислава и Зноймо.

### Послевоенная карьера
С июня 1945 года состоял в распоряжении Военного совета 7-й гвардейской армии, а затем — в распоряжении Главного управления кадров НКО и в январе 1946 года назначен на должность заместителя командира 315-й стрелковой дивизии в составе Таврического военного округа.
Полковник Александр Михайлович Переманов 29 августа 1946 года вышел в запас. 
Умер 13 января 1949 года в Новосибирске. Похоронен на Заельцовском кладбище (квартал 1).

## Награды
- Орден Ленина (21.02.1945);
- Три ордена Красного Знамени (4.12.1921, 11.11.1942, 03.11.1944);
- Орден Кутузова 2 степени (28.04.1945);
- Орден Отечественной войны 1 степени (18.05.1944);
- Медали.